# Mugilogobius notospilus
Mugilogobius notospilus is een straalvinnige vissensoort uit de familie van grondels (Gobiidae). De wetenschappelijke naam van de soort is voor het eerst geldig gepubliceerd in 1877 door Günther.